# Careproctus gilberti
Careproctus gilberti is een straalvinnige vissensoort uit de familie van de slakdolven (Liparidae). De wetenschappelijke naam van de soort is voor het eerst geldig gepubliceerd in 1912 door Charles Victor Burke.